# Орфано
Орфано, още Орфан или Орфани (на гръцки: Ορφάνι, Орфани, катаревуса Ορφάνιον, Орфанион), е село в Егейска Македония, Гърция, част от дем Кушница, област Източна Македония и Тракия.

## География
Селото е разположено на 50 m надморска височина в южните склонове на планината Кушница (Пангео) недалеч от брега на Орфанския залив, който носи името на селото.

## История

### Античност и Средновековие
Веднага югоизточно от Орфано са развалините на античния град Фагрис, а южно от селото е османската Орфанска крепост.

### В Османската империя
В края на XIX век Орфано е малко турско село в Правищка каза на Османската империя. Александър Синве („Les Grecs de l’Empire Ottoman. Etude Statistique et Ethnographique“), който се основава на гръцки данни, в 1878 година пише, че в Орфано (Orphano) живеят 300 гърци. Към 1900 година според статистиката на Васил Кънчов („Македония. Етнография и статистика“) в Орфан живеят 20 турци, като пише за селото:
| „ | Орфан е почти запустяло турско село. Доскоро в него са били останали само 4 турски къщи. Вероятно сега и те са се дигнали. | “ |

### В Гърция
В 1913 година селото попада в Гърция след Междусъюзническата война в 1913 година. В 1918 година Антон Страшимиров пише:
| „ | Това е Орфано: ние пак сме до брега на Егея. А четириъгълникът с назъбените и шарено вапцани стени са гробищата на гръцката колонийка тук. Земите владеяли турски бегове, но парите и течали в гръцките къщи: по целия край Орфано е познато като гнездо на ориенталското разтлеене у жени и мъже. При декаденс хората възпяват смъртта и много украсяват гробищата си. | “ |

През 20-те години на ΧΧ век турското му население се изселва по споразумението за обмен на население между Гърция и Турция след Лозанския мир и на негово място са заселени понтийски гърци бежанци от Турция. В 1928 година селото е местно-бежанско с 32 семейства със 119 души. Българска статистика от 1941 година показва 512 жители.
В 1962 година е построена нова църква.
В 1913 година в землището на община Орфано е споменато чифлигарското селище Мисер Чолу (Μισέρ Τσολού) с 39 жители, вероятно турци. В 1919 година селото е споменато отново без данни за жителите, а в 1927 година е заличено.
В 1913 година в общината като напуснато е регистрирано и чифлигарското селище Логур Мандела (Λουυούρ Πασσαλή), което фигурира и в 1919 година, но по-късно е заличено. Същата е съдбата и на чифлигарското селище Логур Пашали (Λουυούρ Μανδέλα), което фигурира в 1913 година без население, а в 1920 година с 50 жители, но по-късно е заличено.
Населението отглежда маслини и прави зехтин, като се отглеждат и тютюн и пшеница.
Името Орфано носи улица в българската столица София (Карта).
| Име     | Име       | Ново име | Ново име | Описание                          |
| ------- | --------- | -------- | -------- | --------------------------------- |
| Тулумба | Τουλούμπα | Гефирия  | Γεφύρια  | местност Ю от Орфано              |
| Бурнали | Μπούρναλι | Ипсома   | Ὕψωμα    | възвишение (149,7 m), З от Орфано |
| Байрела | Μπαϊρέλα  | Лофискос | Λοφίσκος | възвишение (159 m), С от Орфано   |

| Година    | 1913 | 1920 | 1928 | 1940 | 1951 | 1961 | 1971 | 1981 | 1991 | 2001 | 2011 | 2021 |
| --------- | ---- | ---- | ---- | ---- | ---- | ---- | ---- | ---- | ---- | ---- | ---- | ---- |
| Население | 207  | 82   | 281  | 476  | 548  | 648  | 410  | 576  | 669  | 708  | 656  | 718  |